# Etalemahu Kidane
Etalemahu Kidane (* 14. Februar 1983) ist eine ehemalige äthiopische Leichtathletin, die sich auf den Langstreckenlauf spezialisiert hat. 2004 wurde sie in Brazzaville Afrikameisterin im 5000-Meter-Lauf.

## Sportliche Laufbahn
Erste Erfahrungen bei internationalen Meisterschaften sammelte Etalemahu Kidane vermutlich im Jahr 1999, als sie bei den Jugendweltmeisterschaften in Bydgoszcz mit 9:28,86 min auf den 15. Platt im 3000-Meter-Lauf gelangte. Im Jahr darauf gewann sie bei den Juniorenweltmeisterschaften in Santiago de Chile in 9:11,55 min die Bronzemedaille und 2002 wurde sie bei den Juniorenweltmeisterschaften in Kingston in 9:36,83 min 14. 2004 siegte sie in 16:25,83 min im 5000-Meter-Lauf bei den Afrikameisterschaften in Brazzaville und bei den Crosslauf-Weltmeisterschaften 2006 in Fukuoka wurde sie in 13:13 min 13. über die Kurzdistanz. 2009 siegte sie in 1:12:38 h beim Zwolle-Halbmarathon und 2012 siegte sie in 2:28:03 h beim Hengshui Lake International Marathon. 2014 beendete sie ihre aktive sportliche Karriere im Alter von 31. Jahren.

## Persönliche Bestleistungen
- 3000 Meter: 8:54,83 min, 15. Juni 2003 in Lille
- 5000 Meter: 15:04,34 min, 31. Mai 2004 in Hengelo
- 10.000 Meter: 31:33,49 min, 26. Juni 2007 in Valkenswaard
- Halbmarathon: 1:11:12 h, 6. September 2009 in Glasgow
- Marathon: 2:25:49 h, 29. April 2012 in Hamburg